# Гартуэйт, Анна Мария
Анна Мария Га́ртуэйт (англ. Anna Maria Garthwaite, 14 марта 1688, Харстон, Лестершир — октябрь 1763, Лондон) — британская дизайнер по текстилю, наиболее известная как автор цветочных узоров для шелковых тканей, сотканных вручную в общине Спиталфилдс (в настоящее время входит в состав лондонского боро Тауэр-Хамлетс). Гартуэйт считается одним из самых значимых дизайнеров своего времени. Большинство оригинальных акварелей с её работами сохранились до наших дней. Шелка с её узорами были идентифицированы в коллекциях одежды по всему миру.

## Биография
Анна Мария Гартуэйт родилась в семье преподобного Эфраима Гартуэйта и его жены Реджойс Хаустед. У Анны Марии было две сестры — старшая Мэри и младшая Дороти. Отец Анны Марии Эфраим учился в Королевской школе Грантема, а затем в Кембриджском университете. В 1672 он получил свое первое назначение ректором деревни Харстон в графстве Лестершир, где и родилась Анна Мария. Должность ректора Харстона он занимал до своей смерти. Помимо этого, Эфраим был викарием Крокстон-Керриал с 1680 по 1692 годы, а спустя несколько лет после рождения Анны Марии стал ректором деревни Ропсли близ Грантема. Он так же был членом Королевского общества. Семья Гартуэйт жила в ректорском доме, который после смерти Эфраима в 1719 году перешёл следующему ректору, а его дочери были вынуждены дом покинуть. Отец оставил каждой дочери в наследство примерно 500 фунтов.
Обе сестры Анны Марии вышли замуж. Анна Мария же оставалась незамужней до самой смерти. Её старшая сестра Мэри вышла замуж за ректора деревни Споффорт в графстве Норт-Йоркшир. Муж Мэри умер в 1712 году, а двумя годами позже, в возрасте двадцати девяти лет Мэри вышла замуж за его приемника на посту ректора . В 1720-х годах, после смерти отца, Анна Мария переехала к своей старшей сестре в Йоркшир, где и начала карьеру дизайнера по текстилю.

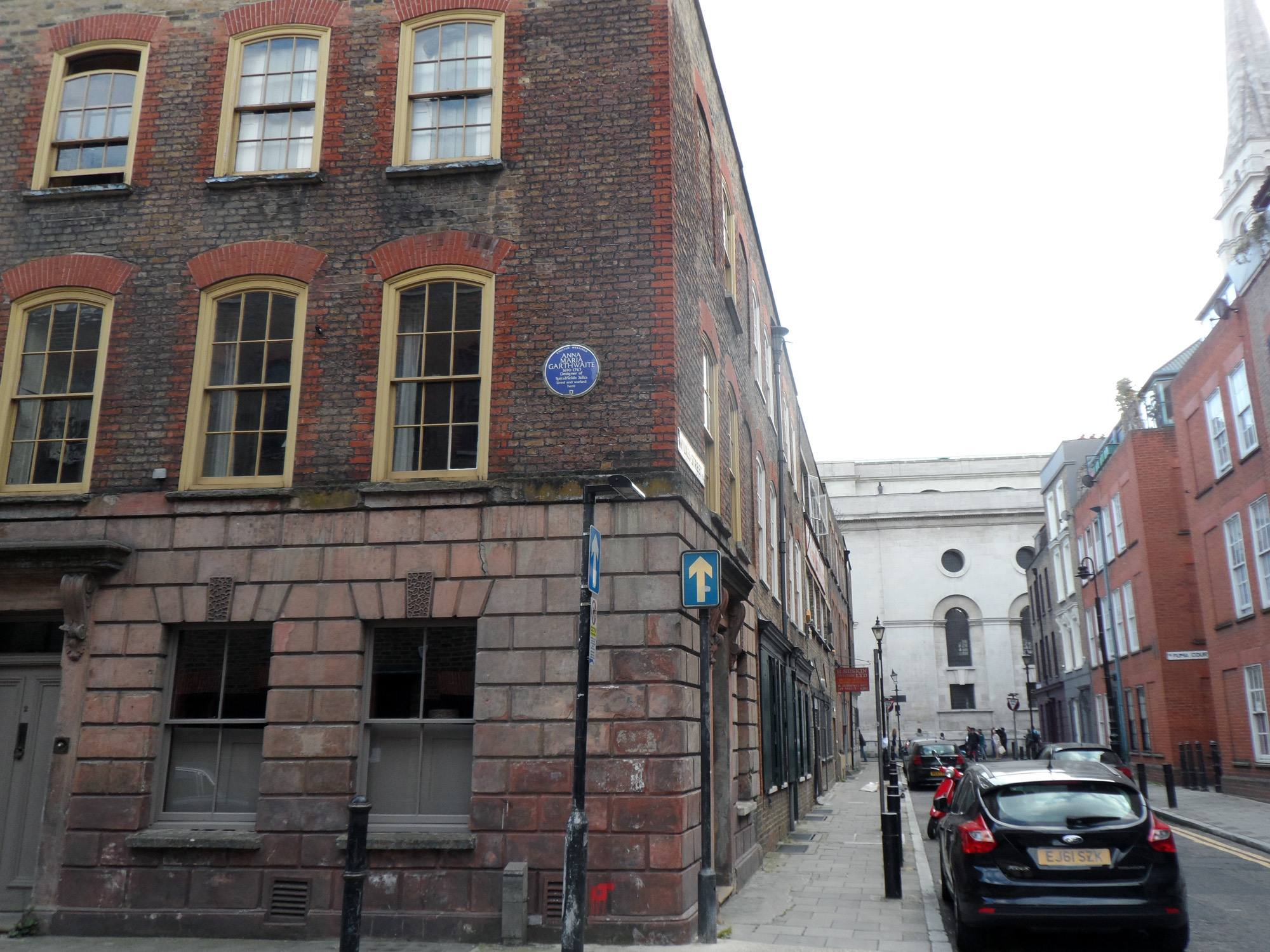
Дом по адресу 2 Принцлет Стрит, в котором жила и работала Анна Мария Гартуэйт

В конце 1720-х годов умер второй муж Мэри и сёстры переехали в дом на Принцлет-стрит в ткацком районе Спиталфилдс, который находится к востоку от Лондонского Сити. Здесь, в течение трёх десятилетий, Гартуэйт создала более тысячи узоров для шелковых тканей.
Гартуэйт отошла от активной деятельности в 1756 году. Её завещание, датированное 1758 годом, было зачитано 24 октября 1763 года. Анна Мария Гартуэйт была похоронена тремя днями позже, 27 октября 1763 года в Церкви Христа на Принцес Стрит.

## Работы
874 из работ Гартуэйт сохранились и находятся в коллекции музея Виктории и Альберта. Самым ранним сохранившимся художественным произведением Гартуэйт является бумажная аппликация-пейзаж 1706 года, а самые ранние известные акварели узоров для текстиля созданные Анной Марией в Йоркшире датированы 1726 годом . Йоркширские работы отличаются как стилистически, так и сопроводительным текстом самой Гартуэйт. Если её более поздние Лондонские работы сопровождались текстом с инструкциями по тканию и именем ткача, которому они были проданы, то ранние помечены как "в Йоркшире" или сгруппированы вместе с пометкой «до того как я переехала в Лондон» .
Работы Гартуэйт тесно связаны с модой середины XVIII века на цветочные узоры в стиле рококо с акцентом на асимметричные структуры и C- и S-образные синусоидальные кривые. Она использовала созданную французским дизайнером Жаном Ревелем технику «points rentrés», которая позволяет создавать почти трехмерные узоры с помощью тщательного затенения. Помимо рисунков для шелков Гартуэйт разрабатывала орнаменты для больших дамастов и цветочные узоры для парчи.
Начиная с 1742—1743 годов английские шелка в целом, и работы Гартуэйт в частности, начинают сильно отличаться от французского стиля, развиваясь в сторону маленьких и ярких натуралистичных цветов, разбросанных по бледному фону. Мода на реалистичные цветочные узоры связана с развитием ботанической иллюстрации в Британии. Французские шелка этого периода больше тяготеют к стилизованным цветам нереалистичных расцветок.
Спиталфильдские шелка широко экспортировались в колониальную Америку, куда из-за навигационного акта был запрещен импорт французских товаров. Сохранились юбки авторства Гартуэйт, которые предположительно принадлежали Марте Вашингтон. Узоры Гартуэйт также встречаются на портретах колониального времени.
|                                                                 |                                                   | |  |
| Меандрические цветочные узоры работы Анны Марии Гартуэйт (1740) | Фрагмент парчи с пионами, лилиями и розами (1744) | Портрет миссис Чарльз Виллинг из Филадельфии, одетой в платье из шелка, вытканного по рисункам Анны Марии Гартуэйт |  |

## Признание и наследие

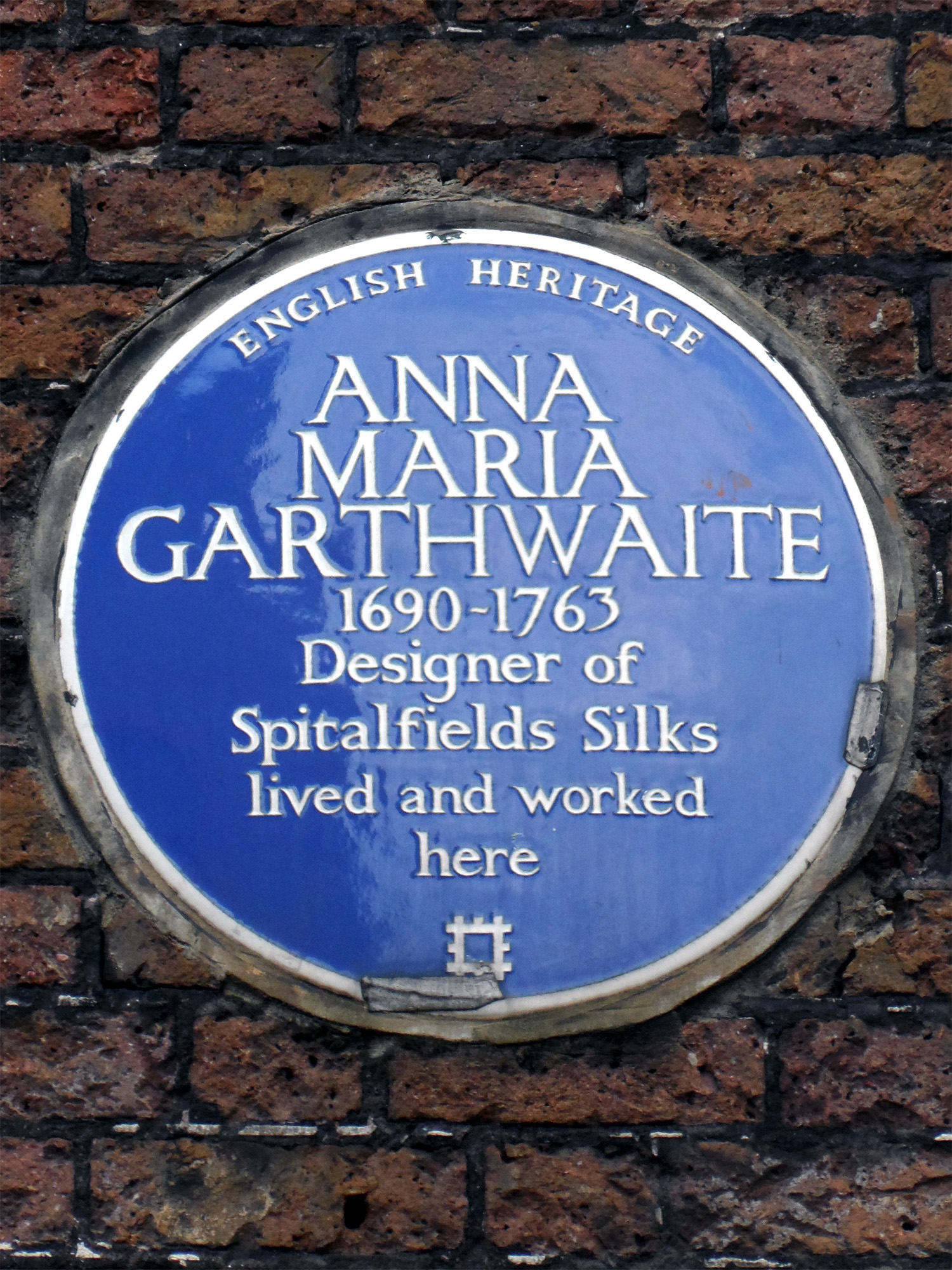
Мемориальная табличка на доме, где жила и работала Гартуэйт

Анна Мария Гартуэйт считается одним из наиболее выдающихся дизайнеров своего времени. Малахий Постлеруайт (1707—1767) назвал её в «Универсальном словаре торговли и коммерции» 1751 года одним из трех дизайнеров, которые «внедрили принципы живописи в ткачество».
В 1998 году на доме по адресу «2 Принцлет Стрит, Спиталфилдс, E1», в котором жила и работала Анна Мария Гартуэйт, была установлена мемориальная доска.